# تثبیت نیتروژن
تثبیت نیتروژن (به انگلیسی: Nitrogen Fixation) فرایندی است که در آن، نیتروژن موجود در جو (N2) به امونیاک ({\displaystyle {\ce {NH3}}}) تبدیل می‌گردد.
نیتروژن مولکولی یا نیتروژن موجود در جو، در حالت پایه بی‌اثر است؛ یعنی با ماده شیمیایی دیگری برای تشکیل ترکیب جدید واکنش نمی‌دهد. فرایند تثبیت نیتروژن، اتم‌های نیتروژن را از حالت دواتمی آزاد می‌کند تا تغییرپذیر گردند.

## اهمیت
از آنجا که ساختار پایه تقریباً همهٔ زیست‌مولکول‌ها از جمله اسیدهای آمینه یا به عبارتی پروتئین‌ها، DNA , RNA و اسیدهای نوکلئیک دارای نیتروژن است، تثبیت نیتروژن برای استمرار زندگی همه موجودات زنده لازم است.

## تثبیت زیستی نیتروژن
برخی از موجودات زنده در چرخه نیتروژن، باعث تثبیت آن می‌شوند. اتوتروف‌ها این نقش را در طبیعت بر عهده دارند. گیاهان سبز، علاوه بر تثبیت کربن، تثبیت نیتروژن را نیز انجام می‌دهند.

## تثبیت صنعتی نیتروژن
فرایند هابر روشی است که انسان می‌تواند تثبیت نیتروژن را به صورت غیرطبیعی انجام دهد.